# SK Horácká Slavia Třebíč
Le SK Horácká Slavia Třebíč est un club de hockey sur glace de Třebíč en République tchèque. Il évolue dans la 1. liga, le second échelon tchèque.

## Historique
Le club est créé en 1928 sous le nom de Horácká Slavia. Le club change par la suite à plusieurs reprises de nom :
- 1949 : Elektromontážní závody
- 1952 : Kovosvit
- 1954 : Spartak
- 1969 : Západomoravské strojírny
- 1975 : Zetor B
- 1979 : Elitex
- 1990 : Horácká Slavia

Patrik Eliáš, joueur des Devils du New Jersey de la Ligue nationale de hockey et international tchèque, est originaire de la ville de Třebíč et a joué quelques matchs sous le maillot de l'équipe de la ville.

## Palmarès
- Vainqueur de la 2.liga : 1995, 1996, 1997.